# Alaska-Airlines-Flug 1282
Der Alaska-Airlines-Flug 1282 (Flugnummer: AS1282) war ein planmäßiger Inlandsflug der Alaska Airlines vom internationalen Flughafen Portland in den Vereinigten Staaten zum internationalen Flughafen Ontario. An der Maschine des Typs Boeing 737 Max 9 kam es am späten Nachmittag des 5. Januar 2024 kurz nach dem Start aus noch ungeklärter Ursache zu einer Beschädigung der Druckkabine. Die Maschine konnte sicher am Ausgangsflughafen landen.

## Flugzeug
Der Flug wurde von einer Boeing 737 Max 9 durchgeführt, registriert als N704AL mit der Seriennummer 67501. Seit dem Jungfernflug am 15. Oktober 2023, der Auslieferung am 31. Oktober 2023 und der Indienststellung am 11. November hatte die Boeing nur 510 Flugstunden und 154 Flüge absolviert. Zwischen dem 27. November und dem 7. Dezember 2023 befand sich das Flugzeug am Will Rogers World Airport in Oklahoma für die Aufrüstung des on-board Wi-Fi bei einem Wartungspartner von Alaska Airlines. Dabei wurde oberhalb der hinteren Notausstiegsverschlüsse eine externe Antenne am Rumpf installiert.
Der Flugzeugtyp Boeing 737 Max 9 muss ab 189 Sitzplätzen zusätzliche Notausstiege beidseitig eingebaut haben, um eine Evakuierung über die Hälfte der Notausstiege innerhalb der vorgeschriebenen Zeit von 90 Sekunden zu ermöglichen. Da die Unfallmaschine nur mit 178 Sitzen bestuhlt war, waren die Zusatz-Notausstiege verzichtbar und die Rumpföffnungen durch Notausstiegsverschlüsse mit Kabinenfenstern versiegelt.
Der Rumpf und der Notausstiegsverschluss für die 737 werden von Spirit AeroSystems in Wichita, Kansas hergestellt und mechanisch zusammengefügt, bevor sie per Zug zur Endmontage an das Boeing-Werk in Renton ausgeliefert werden. Bei der Endmontage wird durch Boeing der Notausstiegsverschluss normalerweise entfernt, um weitere Ausstattung einfacher in die Kabine laden zu können. Der Notausstiegsverschluss wird von außen in den Rumpf eingesetzt. Beim Verschließen wird der Verschluss zuerst in Richtung Längsachse des Rumpfes bewegt und dann nach unten abgesenkt. Beim Absenken schieben sich im oberen Bereich zwei Bolzen in Führungsschienen, die beiden Türgelenke im Bodenbereich spannen ihre Federn für eine einfachere Öffnung vor und es schieben sich je Seite sechs Halteplatten am Verschluss hinter zugehörige Haltepunkte im Türrahmen und übertragen so die aus dem Kabinenüberdruck resultierenden Kräfte auf den Rumpf. Um eine Öffnung zu verhindern, werden die Führungsschienen und die Türgelenke durch Schrauben gesichert.

## Insassen
An Bord von Flug AS 1282 befanden sich 177 Personen: zwei Piloten, vier Flugbegleiter und 171 Passagiere. Unter den sieben unbesetzten Sitzen waren auch jene, welche dem herausgerissenen Blinddeckel am nächsten liegen. Unter den Passagieren befanden sich vier unbegleitete Minderjährige sowie drei Kleinkinder.

## Flugverlauf
Gegen 17:07 Uhr lokaler Zeit hob die Maschine Richtung Nordwesten von Startbahn 28L des Flughafens Portland ab, um dann in einer Linkskurve Kurs auf Ontario zu nehmen. Während des Steigflugs, knapp sechs Minuten später, löste sich in einer Höhe von 4521 m und bei einer angezeigten Geschwindigkeit von 502 km/h an der linken Rumpfseite zwischen Tragfläche und dem Heckausgang der Notausstiegsverschluss und fiel aus dem Flugzeug. Teile des angrenzenden, nicht belegten Sitzes und kleinere Gegenstände wurden durch die entstandene Öffnung aus dem Flugzeug gerissen, darunter nach Angaben des National Transportation Safety Board (NTSB) auch zwei Mobiltelefone, von denen unbestätigten Angaben zufolge eines den Sturz unbeschädigt überstanden haben soll. Auch die Cockpittür wurde durch den Sog aufgerissen. Alle drei Sitzplätze neben der Rumpföffnung waren auf diesem Flug nicht belegt.
Der Kabinendruck fiel abrupt von 0,97 bar (340 m) auf 0,62 bar (3830 m), daher fielen die Sauerstoffmasken aus der Kabinendecke. Sofort leiteten die Piloten den Sinkflug ein und landeten 13 Minuten später sicher wieder in Portland. Die Passagiere in der unmittelbaren Umgebung der Rumpföffnung konnten ohne zu große Beeinträchtigungen ihre Sitzpositionen bis zum Ende des Flugs behalten. Mehrere Passagiere wurden leicht verletzt.

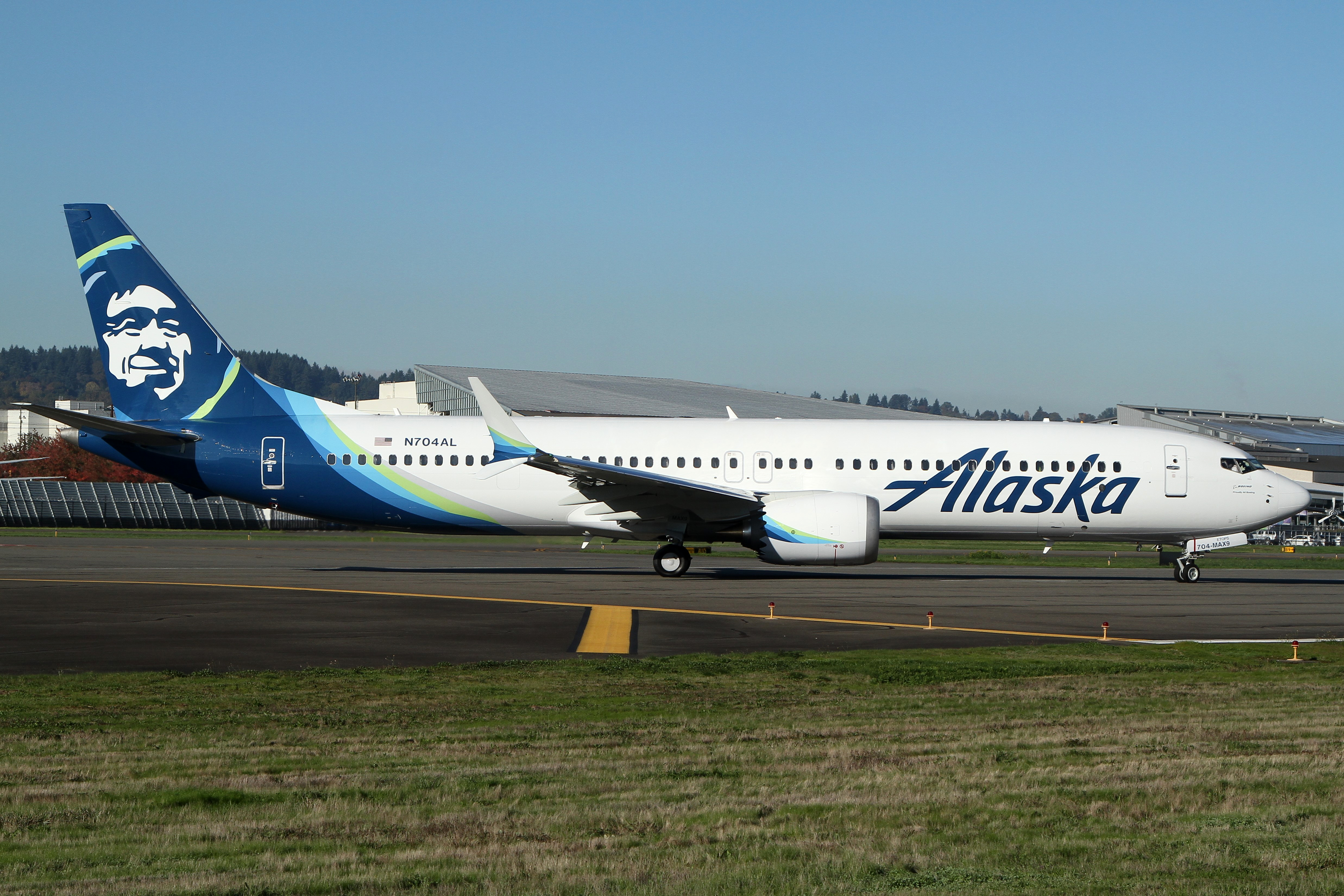
Das beteiligte Flugzeug auf dem Boeing Field im Bundesstaat Washington, Oktober 2023
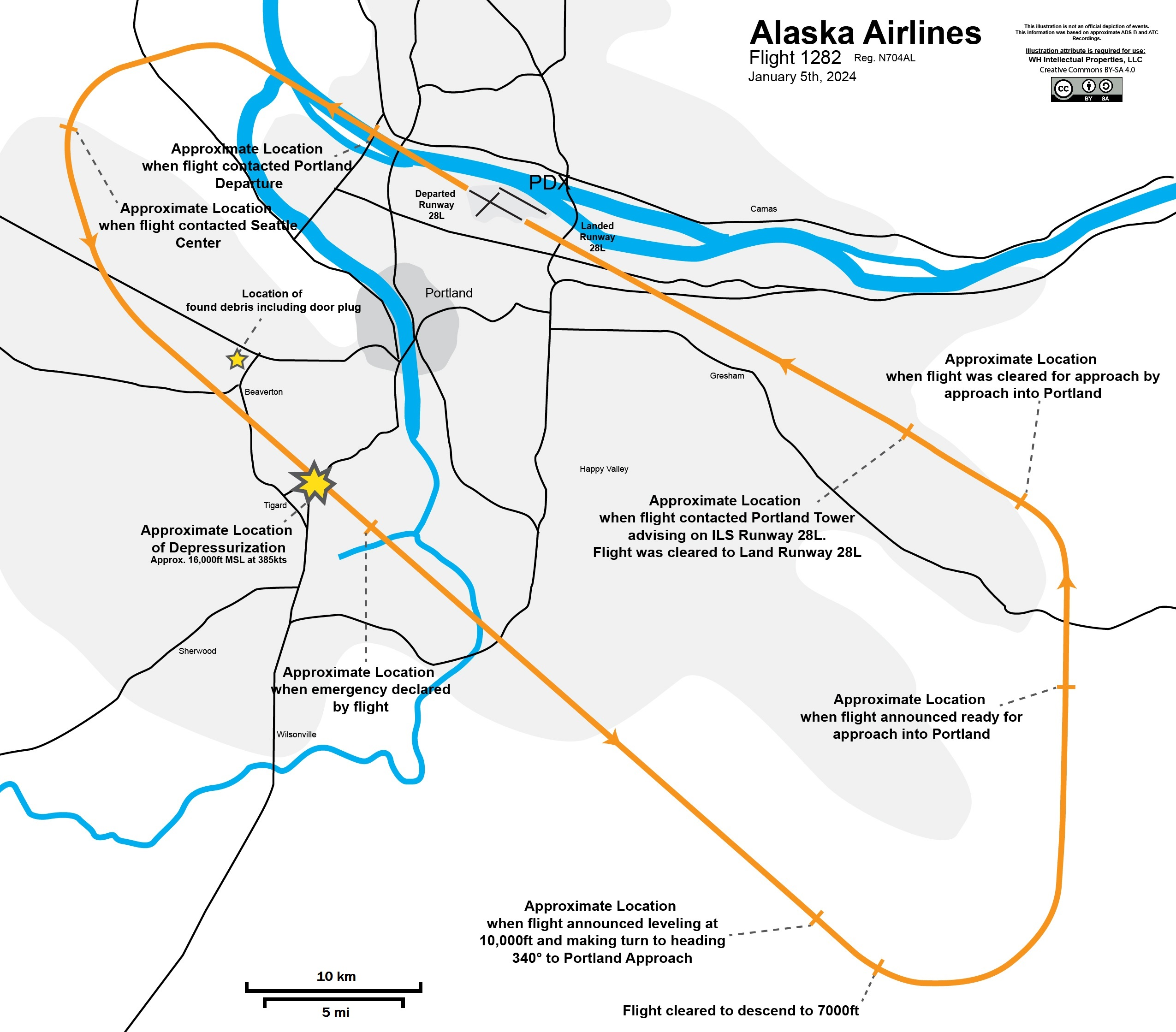
Flugverlauf
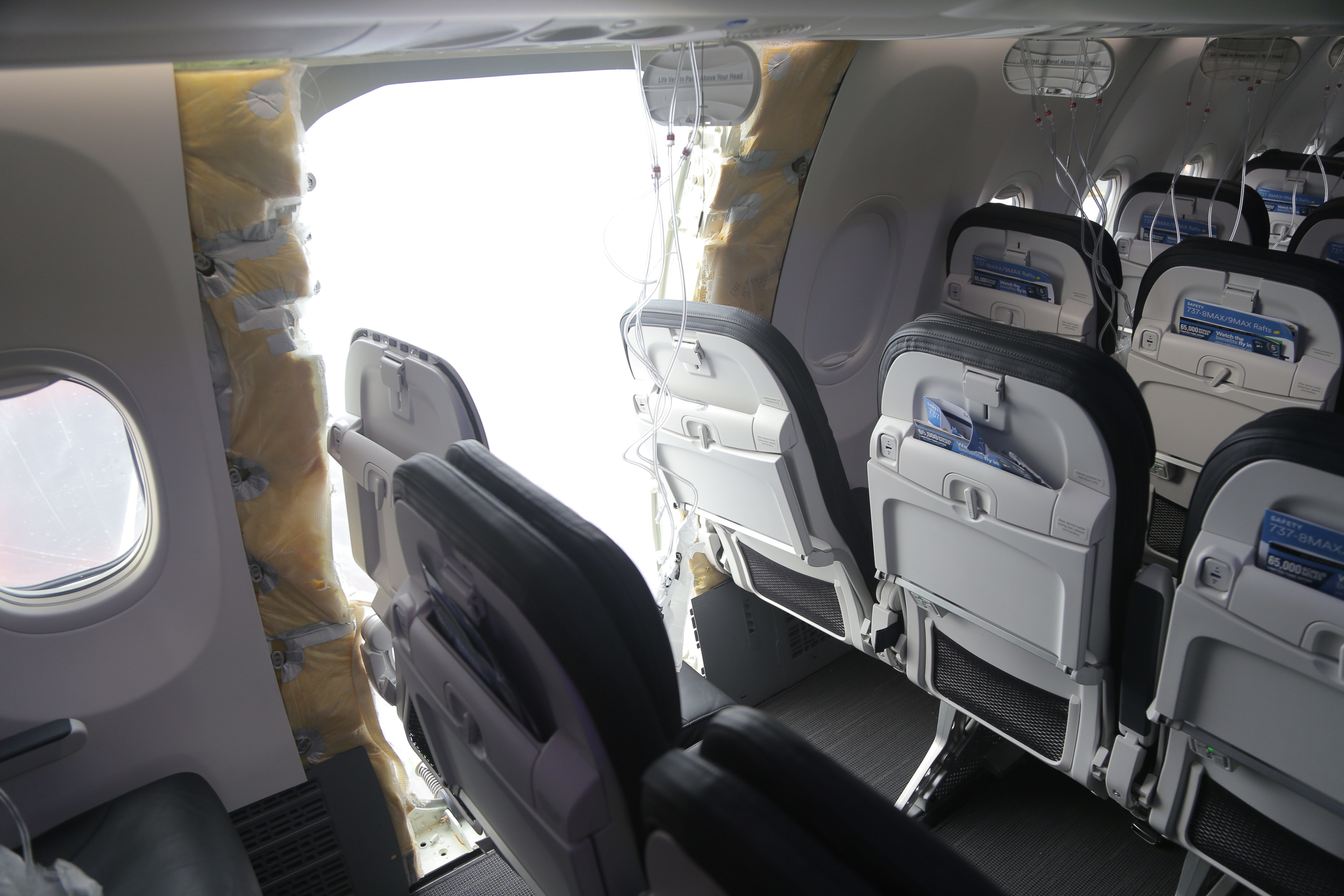
Die Rumpföffnung in der Flugzeughülle von innen: An dieser Stelle befand sich der Notausstiegsverschluss und ein Teil der Kabinenverkleidung

## Auswirkungen
| Fluggesellschaft        | Sitzplätze       | Anzahl      | Betroffen   |
| ----------------------- | ---------------- | ----------- | ----------- |
| Aeroméxico              | 184 (J19Y165)    | 19          | Ja          |
| Air Tanzania            | 181 (J16Y165)    | 1           | Nein        |
| Alaska Airlines         | 178 (J16W24Y138) | 65          | Ja          |
| Copa Airlines           | 166 (J16W24Y126) | älteste 8   | Nein        |
| Copa Airlines           | 174 (J12W24Y138) | neueste 21  | Ja          |
| Corendon Dutch Airlines | 219 (Y219)       | 2           | Nein        |
| flydubai                | 172 (J16Y156)    | 3           | Nein        |
| Icelandair              | 178 (J16Y162)    | 4           | Nein        |
| Lion Air                | 221 (Y221)       | 3           | Nein        |
| SCAT Airlines           | 213 (Y213)       | 5           | Nein        |
| Turkish Airlines        | 169 (J16Y153)    | 5           | Ja          |
| United Airlines         | 179 (J20Y159)    | 79          | Ja          |
| Gesamt                  |                  | 189 von 215 | 189 von 215 |

### Amerikanischer Luftraum
Die US-Luftfahrtbehörde Federal Aviation Administration (FAA) erteilte am 6. Januar 2024 ein Flugverbot für insgesamt 171 Maschinen des Typs Boeing 737 Max 9 (ausgenommen davon sind Flugzeuge gleichen Typs mit funktionalen Notausstiegen), die von US-Airlines oder auf US-Gebiet betrieben werden. Bedingung für eine Wiederaufnahme des Betriebs jeder Maschine ist eine erfolgreiche Überprüfung der betroffenen Maschinen, die je Maschine zwischen vier und acht Stunden dauern kann. Zunächst zwingt sie die Notfall-Lufttüchtigkeitsanweisung (englisch airworthiness directive) #2024-02-51 der FAA aber in jedem Fall, am Boden zu bleiben.
Am 12. Januar kündigte die FAA an, die Produktion und Fertigung von Boeing überprüfen zu wollen. Zusätzlich wurde das bereits bestehende Flugverbot auf unbestimmte Zeit verlängert. Die FAA begründet ihr Vorgehen damit, dass in den vergangenen Jahren im Zusammenhang mit dem Flugzeugtyp 737 Max 9 einige produktionsbedingte Probleme festgestellt wurden und daher alle Sicherheitsrisiken neu bewertet werden müssen. Folgende Maßnahmen wurden dazu angekündigt:
- ein Audit der Boeing-737-Max-9-Fertigungslinie und der Zulieferer. Die Ergebnisse bestimmen, ob zusätzliche Audits erforderlich sein werden.
- verstärkte Überwachung von Ereignissen während des Betriebs der Boeing 737 Max 9
- Bewertung der Sicherheitsrisiken durch Übertragung von Befugnissen und der Qualitätsüberwachung sowie die Prüfung der Möglichkeit zur Verlagerung an Dritte.

Nach Prüfung der von Boeing vorgeschlagenen Inspektions- und Wartungsanweisungen kam die FAA zu dem Schluss, dass vor ihrer Genehmigung zusätzliche Daten erforderlich seien. Dementsprechend verlangt die FAA Inspektionen der Notausstiegsverschlüsse an 40 Flugzeugen. Erst dann wird die FAA entscheiden, ob die Anweisungen den höchsten Sicherheitsstandards entsprechen und genehmigt werden können. Diesen Anweisungen müssen die Betreiber bei jedem Flugzeug folgen, bevor es wieder in Betrieb genommen werden kann.
Alaska Airlines (65) und United Airlines (78) sind die einzigen US-amerikanischen Fluggesellschaften mit Maschinen des betroffenen Flugzeugtyps in ihrer Flotte.

#### Boeing 737-900ER
Für die 737 Max 9 wurde den Untersuchungen zufolge der Notausstiegsverschluss der Boeing 737-900ER übernommen. Einige Betreiber von 737-900ER haben bei zusätzlichen Inspektionen dieser Notausstiegsverschlüsse Auffälligkeiten an den Sicherungsbolzen feststellen können. Allen Betreibern wird empfohlen, eine Sichtprüfung der Befestigung durchzuführen, dass sich der Notausstiegsverschluss nicht verschoben hat und durch die beiden oberen und unteren Arretierbolzen gehalten wird. Nur 79 von 490 Maschinen dieses Typs haben Notausstiege installiert und sind damit nicht betroffen.

#### Alaska Airlines
Die Fluggesellschaft entschied als Reaktion auf den Zwischenfall, ihre anderen 64 Flugzeuge gleichen Typs ohne weitere Überprüfung vorerst nicht einzusetzen. Am Mittag des 6. Januar 2024 wurden nach Angaben der Fluggesellschaft 18 Maschinen erfolgreich überprüft und nahmen ihren Dienst wieder auf, jedoch wurden diese Maschinen nach der Veröffentlichung der Lufttüchtigkeitsanweisung der FAA dazu gezwungen am Boden zu bleiben. Daraufhin mussten 160 Flüge annulliert werden, wovon ca. 23.000 Fluggäste betroffen waren. Auch an den Folgetagen wurden weitere Flüge gestrichen, im Durchschnitt betraf dies zwischen 110 und 150 Flüge pro Tag. Die Tochtergesellschaft Horizon Air übernahm mit ihren Flugzeugen vom Typ Embraer 175 einen Teil der ausgefallenen Flüge von Alaska Airlines.
Die Fluggesellschaft zählte drei Punkte auf, die erfüllt sein mussten, um mit der Inspektion betroffener Maschinen zu beginnen:
- eine abschließende Multi-Operator Message (MOM) von Boeing, die Inspektionsdetails für den betroffenen Flugzeugtyp beinhaltet und von der FAA genehmigt wurde,
- eine von der FAA veröffentlichte Alternate Methods of Compliance (AMOC)[33] mit Einzelheiten für die Genehmigung der Inspektionsprozesse der Fluggesellschaften, um die Einhaltung der veröffentlichten Lufttüchtigkeitsanweisung sicherzustellen und
- detaillierte Inspektionsanweisungen und -prozesse, die von Alaska Airlines entwickelt wurden, damit das Wartungspersonal Inspektionen gemäß den Spezifikationen der FAA durchführen kann.

Am 12. Januar 2024 teilte die Fluggesellschaft mit, dass einige Maschinen, im Rahmen von Wartungsflügen (ohne Passagiere und Flugbegleiter), zu bestimmten Wartungsstützpunkten verlegt werden; diese Flüge wurden von der FAA genehmigt. Am Folgetag wurde mit Vorprüfungen an 20 ausgewählten Maschinen begonnen. Die daraus gewonnenen Daten wurden Boeing zwecks Weitergabe an die FAA zur Verfügung gestellt. Nachdem die FAA am 24. Januar 2024 den Inspektions- und Wartungsprozess genehmigt hatte, durften die betroffenen Max 9, nach einer bis zu 12 Stunden dauernden Wartung pro Maschine, wieder in Betrieb genommen werden.
Die Fluggesellschaft erwartet wegen des verhängten Flugverbots ihrer 737-Max-9-Flotte für das Jahr 2024 einen Gewinneinbruch von 150 Mio. USD.

#### United Airlines
United Airlines zogen nach und ließen ihre Maschinen des gleichen Typs überprüfen. Dabei wurden an mindestens 5 ihrer Maschinen Mängel in Form loser Schrauben festgestellt.
Auch United Airlines musste viele Flüge annullieren.

#### Boeing
CEO David Calhoun räumte bei seiner Ansprache vor der Belegschaft am 9. Januar 2024 Fehler seitens Boeing ein. Er versprach volle Transparenz bei der Aufklärung der Ursache. Am 15. Januar 2024 kündigte der CEO von Boeing Commercial Airplanes Stanley Deal folgende Sofortmaßnahmen an:
- Durchführung weiterer Qualitätsprüfungen während des gesamten Bauprozesses bei Boeing und Spirit AeroSystems.
- Zusätzliche Schulungen für Mitarbeiter in der Fertigung.
- Überwachung von Spirit AeroSystems durch Boeing beim Einbau des Notausstiegsverschlusses, bevor der Rumpf an Boeing ausgeliefert wird. Darüber hinaus werden zusätzlich 50 weitere Punkte geprüft.
- Boeing und Spirit AeroSystems gestatten den 737-Betreibern Zugang zu den Fabriken, um die Produktions- und Qualitätsverfahren überprüfen zu können.
- Externe werden hinzugezogen, um das Qualitätsmanagementsystem bei Boeing Commercial Airplanes zu prüfen und weitere Verbesserungen vorzuschlagen.

Am 25. Januar 2024 wurde die Produktionslinie der Baureihe 737 im Werk Renton angehalten, um die Mitarbeiter zum Thema Qualität zu sensibilisieren. Am 21. Februar 2024 wurde bekannt, dass Boeing den Leiter des 737-MAX-Programms und des Werks Renton, Ed Clark, mit sofortiger Wirkung entlassen hat.

### Europäischer Luftraum
Die Europäische Agentur für Flugsicherheit (EASA) hat die Notfall-Lufttüchtigkeitsanweisung der FAA übernommen. Allerdings betreibt keine Fluggesellschaft eines EASA-Mitgliedstaats eine 737 Max 9 in der Konfiguration der betroffenen Maschine. Daher können alle Maschinen – 2 bei Corendon Dutch Airlines, 4 bei Icelandair – regulär weiterbetrieben werden.

### Finanzmärkte
Der Aktienkurs von Boeing (BA) brach am 8. Januar 2024 in Folge des Unglücks im vorbörslichen Markt der New York Stock Exchange um 8,11 % ein. Die Aktie der United Airlines Holdings, Inc. (UAL) verlor alleine am 12. Januar 2024 10,63 % an Wert, die der Alaska Air Group, Inc. (ALK) seit dem Zwischenfall ca. 8 % (Stand: 12. Januar 2024).

## Untersuchungen

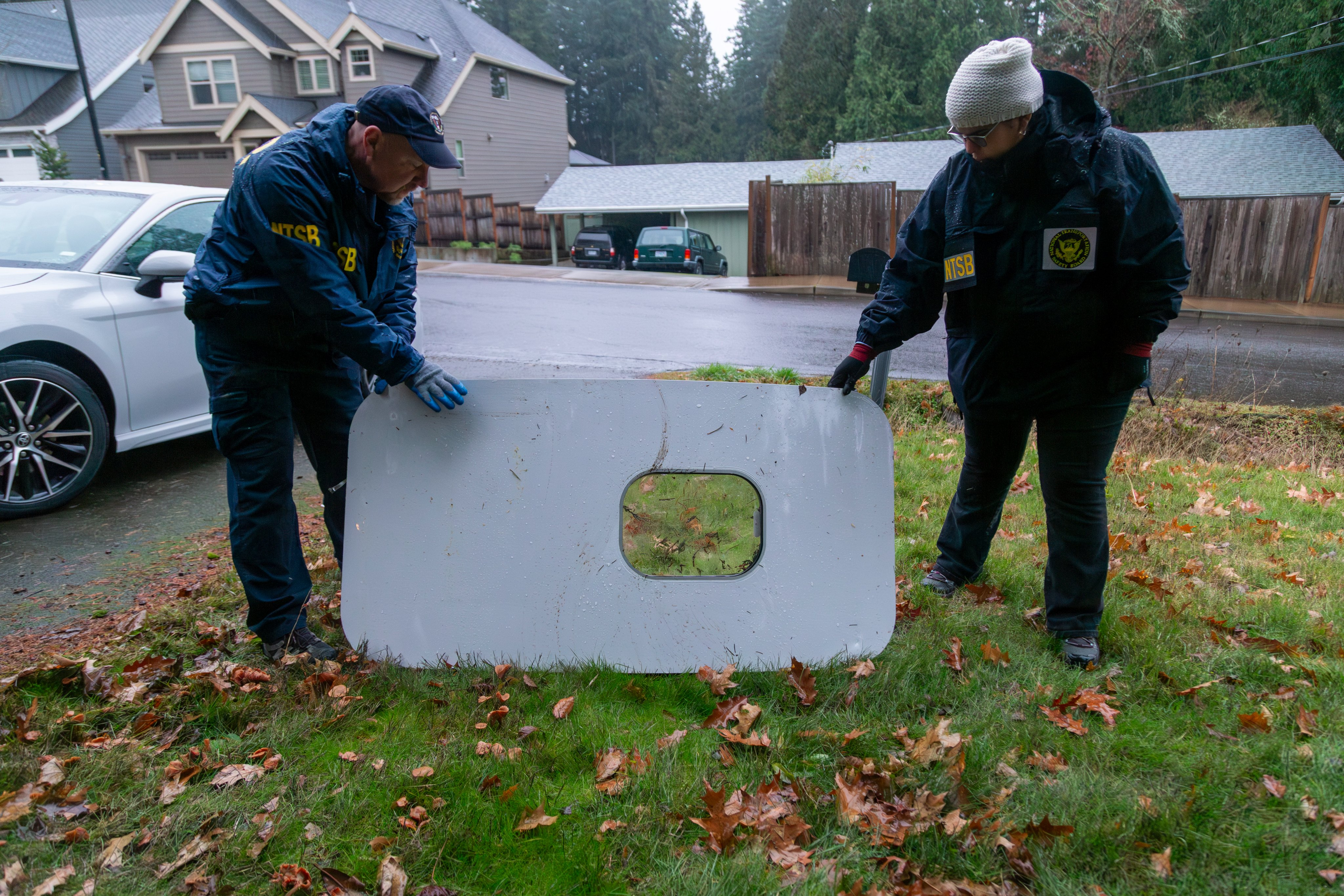
Der aufgefundene Notausstiegsverschluss

Der Flugzeughersteller Boeing und die US-amerikanischen Behörden NTSB und FAA begannen unter der Führung des NTSB mit Untersuchungen zu dem Vorfall.
Als glücklicher Umstand bei dem Zwischenfall wurde beurteilt, dass sich die Maschine zum Zeitpunkt des Unglücks erst auf einer Flughöhe von 4900 m Höhe (16.300 ft) befunden hatte, wo der Unterschied zwischen Kabinendruck und atmosphärischem Druck (0,35 bar oder 350 hPa) geringer als im späteren planmäßigem Flugverlauf (0,50 bar) ausfiel. Zum Zeitpunkt des Unglücks befand sich die Maschine noch im Steigflug, so dass alle Passagiere angeschnallt waren. Hätte sich das Unglück auf der Ziel-Flughöhe von 11.500 Metern (38.000 ft) ereignet, wäre der Druckabfall deutlich heftiger gewesen, die Passagiere wären teilweise nicht angeschnallt gewesen, und Passagiere oder ganze Sitzbänke hätten aus der entstandenen Rumpföffnung herausgesogen werden können.
Der ca. 30 kg schwere Notausstiegsverschluss wurde am 7. Januar in gutem Zustand in einem Garten in einem Vorort von Portland aufgefunden. Später wurden auch die zugehörigen Halteschrauben gefunden. Außerdem bestätigte Jennifer Homendy, die Vorsitzende des NTSB, dass die Warnlampe für Druckverlust des Unglücksflugzeugs bereits am 7. Dezember 2023 und am 3. und 4. Januar 2024 aufleuchtete. Wartungsteams von Alaska Airlines verboten, aufgrund einer internen Direktive, der Maschine daraufhin Langstreckenflüge über die offene See.
Der Stimmenrekorder des Flugzeugs hat eine Kapazität von zwei Stunden. Nach dem Vorfall wurde jedoch die Aufzeichnung nicht gestoppt, sodass sie zum Zeitpunkt des Zugriffs bereits vollständig überschrieben war. Im Gegensatz dazu liegen dem NTSB die Aufzeichnungen des Flugdatenschreibers, aus dem sich die Abfolge der Ereignisse (Anhand von Änderung u. a. der Parameter Kabinendruck, Zeitpunkt, Flughöhe, Fluggeschwindigkeit), rekonstruieren ließen, vor.
Dass sich durch rapiden Druckverlust die Cockpittüre öffnen konnte, war der Besatzung nicht bekannt. Boeing versprach, die Handbücher zu überarbeiten.
Die Flugbegleiter gaben an, dass die Verständigung zwischen den Besatzungsmitgliedern infolge des Ereignisses sehr schwierig und daher unzureichend gewesen sei.
Der Notausstiegsverschluss hatte sich vertikal nach oben verschoben. Dadurch konnte er sich von den Halterungen im Rahmen lösen und wurde durch den Kabinendruck nach außen katapultiert. Die oberen Befestigungsbeschläge am Verschluss wurden von den Ermittlern als gebrochen befunden. Ob die Schrauben zur Fixierung fehlten oder aufgrund von Beschädigung, Materialermüdung oder Produktionsfehlern nachgaben, war zunächst ungeklärt. Der FAA-Leiter Mike Whitaker schloss einen Designfehler aus.
Laut dem am 6. Februar 2024 veröffentlichten vorläufigen Bericht des NTSB deutet das Beschädigungsmuster an den Befestigungen darauf, dass alle vier Sicherungsschrauben an den Führungsschienen und Gelenken fehlten. Aus den Produktionsaufzeichnungen ergab sich, dass bei der Wareneingangskontrolle durch Boeing in Renton Beschädigungen an fünf Nieten im Innenraum rechts neben dem Verschluss festgestellt wurden. Am 1. September 2023 wurden ein Mängelbericht (Non-Conformance Report) und ein Auftrag zur Behebung (Non-Conformance Order) erstellt. Zur Durchführung solcher Aufträge stellte Spirit Aerosystems eigene Mitarbeiter bei Boeing ab, die den Mangel behoben, wofür sie den Verschluss zeitweise öffneten. Ein Foto nach Abschluss am 19. September zeigt das Fehlen von drei der vier Sicherungsschrauben, während die Stelle, an der sich die vierte Schraube befinden müsste, durch Dämmmaterial verdeckt ist.
Im März 2024 eröffnete das Justizministerium der Vereinigten Staaten ein Ermittlungsverfahren gegen Boeing.